# Har Kidumim
Har Kidumim (hebr. הַר קִדוּמִים; nazywana także הַר הַקְפִיצָה, Har ha-Kefica; arab. جبل القفزة, Dżabal al-Kafza; łac. Saltus Dominus; pol. Góra Strącenia) – góra położona na południowej krawędzi masywu górskiego Hare Nacerat w Dolnej Galilei na północy Izraela. Wznosi się na wysokość 397 metrów n.p.m.

## Geografia
Har Kidumim jest górą wznoszącą się od północy nad Doliną Jezreel w Dolnej Galilei na północy Izraela. Góra przyjmuje postać znacznego wzgórza o wysokości 397 metrów n.p.m., które stanowi południową krawędź masywu górskiego Hare Nacerat (wzniesienia wznoszą się na wysokość ponad 400 m n.p.m.). Na północ od góry rozpościera się lekko pofałdowany teren płaskowyżu, który zajmuje aglomeracja miasta Nazaret. Stoki góry są częściowo zalesione. Na północnym wschodzie wznosi się góra Har Ksulot (443 m n.p.m.).

## Historia

### Tradycja chrześcijańska
Tradycja chrześcijańska utożsamia górę z miejscem związanym z życiem Jezusa Chrystusa. Uważa się, że jest to miejsce, z którego mieszkańcy Nazaretu zamierzali strącić Jezusa. Dlatego jest ona nazywana Górą Strącenia. Na północ od tego miejsca znajduje się wzgórze, z którego według tradycji Maria z Nazaretu obserwowała przebieg całego wydarzenia. Franciszkanie wznieśli później w miejscu tym Kaplicę Trwogi.

### Historia góry
W latach 1933-1935 francuski paleontolog René Neuville i żydowski archeolog Mosze Stekelis w tutejszej jaskini Qafzeh odkryli cenne szczątki prehistorycznego homo sapiens, których wiek oszacowano na około 100 tys. lat. Odnaleziono dwanaście kompletnych szkieletów, w tym sześć należących do osób dorosłych, a pozostałe do dzieci. Układ ciał i innych odnalezionych przedmiotów wskazuje na symboliczny religijny charakter pochówku.
W IX wieku na górze wybudowano niewielką kaplicę i mały klasztor, po których obecnie pozostały tylko ruiny. Na początku XX wieku góra była wykorzystywana przez kamieniołom, który obecnie jest opuszczony. W 2008 roku w miejscu dawnego kamieniołomu wykopano tunel dla potrzeb drogi ekspresowej nr 60. Od strony zachodniej do tuneli przylega most wznoszący się nad dawnym kamieniołomem. Koszt budowy tuneli i mostu wyniósł 365 mln ILS. Była to w owym czasie jedna z najbardziej skomplikowanych budowli wzniesionych w Izraelu.
W dniu 14 maja 2009 roku Górę Straceń odwiedził papież Benedykt XVI. W nowo wybudowanym amfiteatrze odbyła się msza, w której udział wzięło 40 tys. wiernych.

## Obecne wykorzystanie
Obecnie realizowany jest rozległy program rewitalizacji obszaru kamieniołomu w celu utworzenia parku krajobrazowego góry Har Kidumim. Jego częścią staną się nowe tereny rekreacyjne dla mieszkańców pobliskich osiedli mieszkaniowych Nazaretu.